# Koewarasan
Koewarasan is een hoofdplaats en een van de zeven ressorten waaruit het Surinaamse district Wanica bestaat.
In het oosten grenst het ressort Koewarasan aan Paramaribo en het ressort De Nieuwe Grond, ten zuiden van Koewarasan ligt het ressort Lelydorp, in het westen grenst het aan het district Saramacca en in het noorden aan het ressort Saramaccapolder.
In mei 2025 werd een nieuw doorgangshuis geopend voor inheemsen en marrons die tijdelijk in Paramaribo verblijven.

## Bevolking
In 2012 had Koewarasan volgens cijfers van het Centraal Bureau voor Burgerzaken (CBB) 27.713 inwoners, een stijging vergeleken met 16.161 inwoners in 2004.

### Etnische samenstelling
De Hindoestanen vormen net geen meerderheid in het ressort Koewarasan. Andere grote bevolkingsgroepen zijn Marrons en Javanen.
| Bevolkingsgroep  | Aantal | %       |
| ---------------- | ------ | ------- |
| Inheemsen        | 117    | 0,42%   |
| Marrons          | 5.630  | 20,32%  |
| Creolen          | 1.580  | 5,70%   |
| Afro-Surinamers  | 154    | 0,56%   |
| Hindoestanen     | 13.687 | 49,39%  |
| Javanen          | 4.641  | 16,75%  |
| Chinezen         | 115    | 0,41%   |
| Europees/blank   | 31     | 0,11%   |
| Gemengde afkomst | 1.562  | 5,64%   |
| Overig           | 81     | 0,29%   |
| Weet niet        | 11     | 0,03%   |
| Geen antwoord    | 41     | 0,14%   |
| Totaal           | 27.713 | 100,00% |

## Geboren in Koewarasan
- Oesje Soekatma (1957-2025), musicus